# Triforium

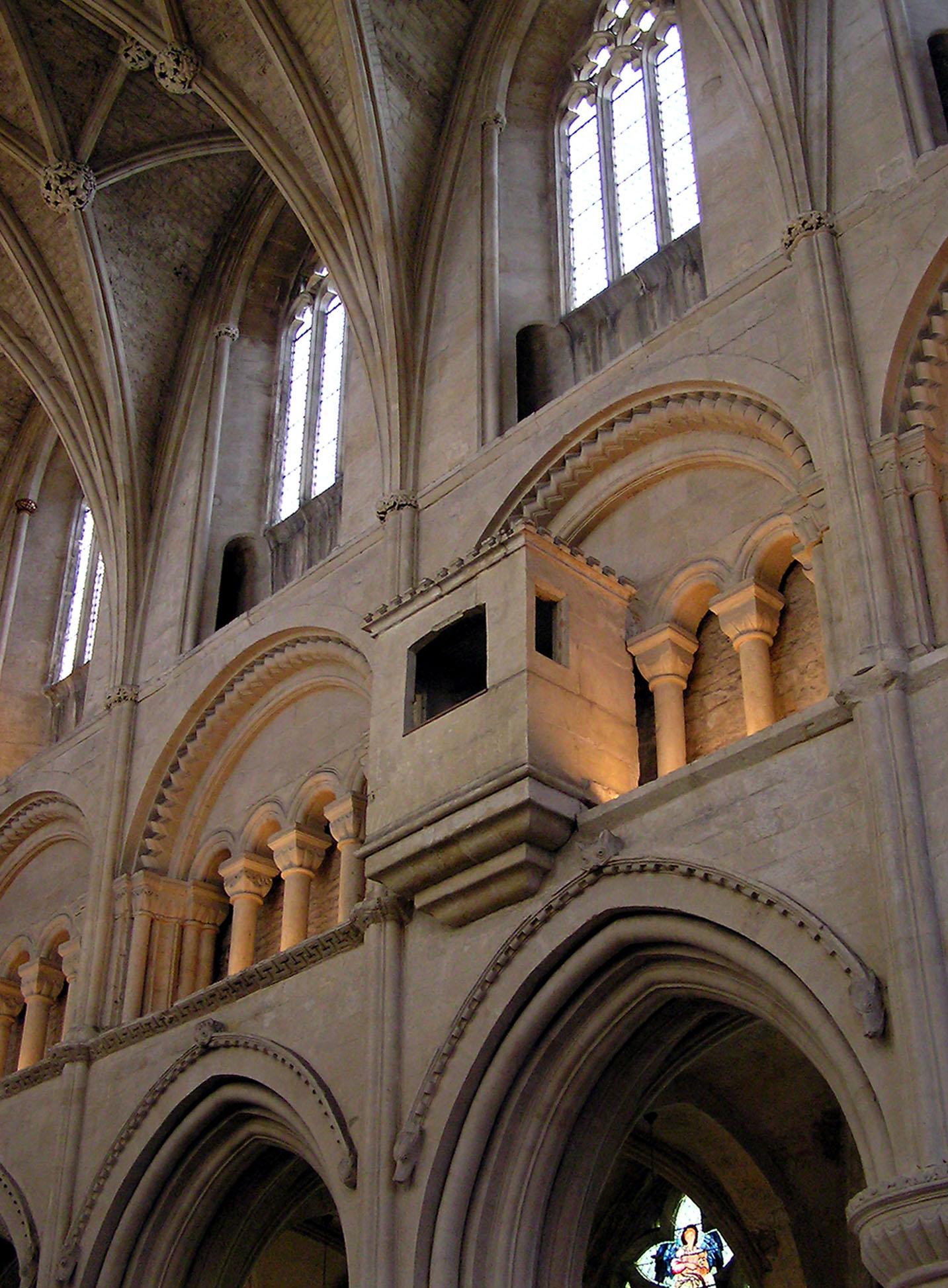
Överst på högväggen i Malmesburykatedralen ses klerestorier som släpper in ljuset. Nedanför dessa, rundbågat, upplysta av spotlights, finns triforium.

Ett triforium är i en kyrka en genombrytning av mittskeppets högväggar i form av en serie bågar, vanligen mellan arkaderna och klerestoriet.
Triforier är ett kännetecken för i första hand gotisk arkitektur och förekommer sedan 1000-talet. De hade vanligen en rent dekorativ funktion, så kallade blindtriforier, och gick i allmänhet inte att beträda – bågarna i triforiet skulle ge intryck av att rymma en emporvåning. Det förekom dock så kallade triforiegallerier där en grund gång faktiskt rymdes innanför högväggen.
I de gotiska katedralerna löper ofta triforierna runt hela långhuset, transepten och koret.